# Patrick Monahan
Patrick Timon „Pat” Monahan (ur. 28 lutego 1969 w Erie) – amerykański piosenkarz, autor tekstów i muzyk, najbardziej znany jako wokalista i autor tekstów dla zespołu Train. Nagrał również album solowy, jak też współpracował z wieloma innymi artystami.

## Życiorys
Urodził się i wychował w Erie w stanie Pensylwania. Jest najmłodszym z siedmiorga dzieci Patricii i Jacka Monahanów. Jego rodzina miała korzenie irlandzkie i niemieckie. Uczęszczał do McDowell High School w Erie, a następnie studiował w Edinboro University of Pennsylvania.

## Kariera muzyczna
Monahan, Jimmy Stafford, Scott Underwood, Rob Hotchkiss i Charlie Colin założyli w 1994 zespół Train w San Francisco w Kalifornii. Zespół wziął od 2007 do 2009 trzyletnią przerwę, w którym to okresie Monahan wydał swój pierwszy solowy album. Jego pierwszy singiel solowy, „Her Eyes” uplasował się w top 10 na liście Hot AC Billboardu.